# Endasys liaoningensis
Endasys liaoningensis là một loài tò vò trong họ Ichneumonidae.